# Elfriede Scholz

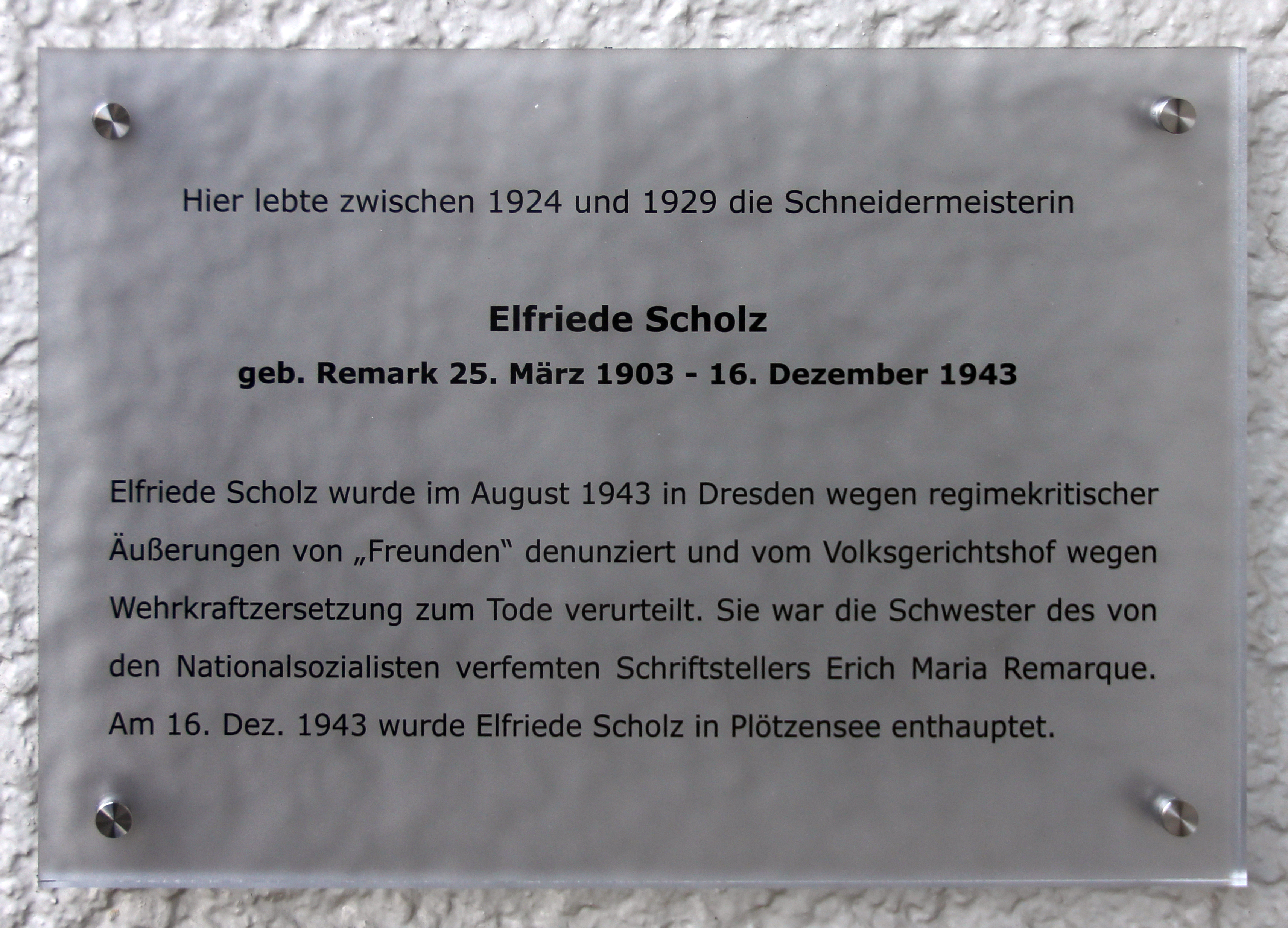
Gedenktafel am Haus, Suarezstraße 31, in Berlin-Charlottenburg

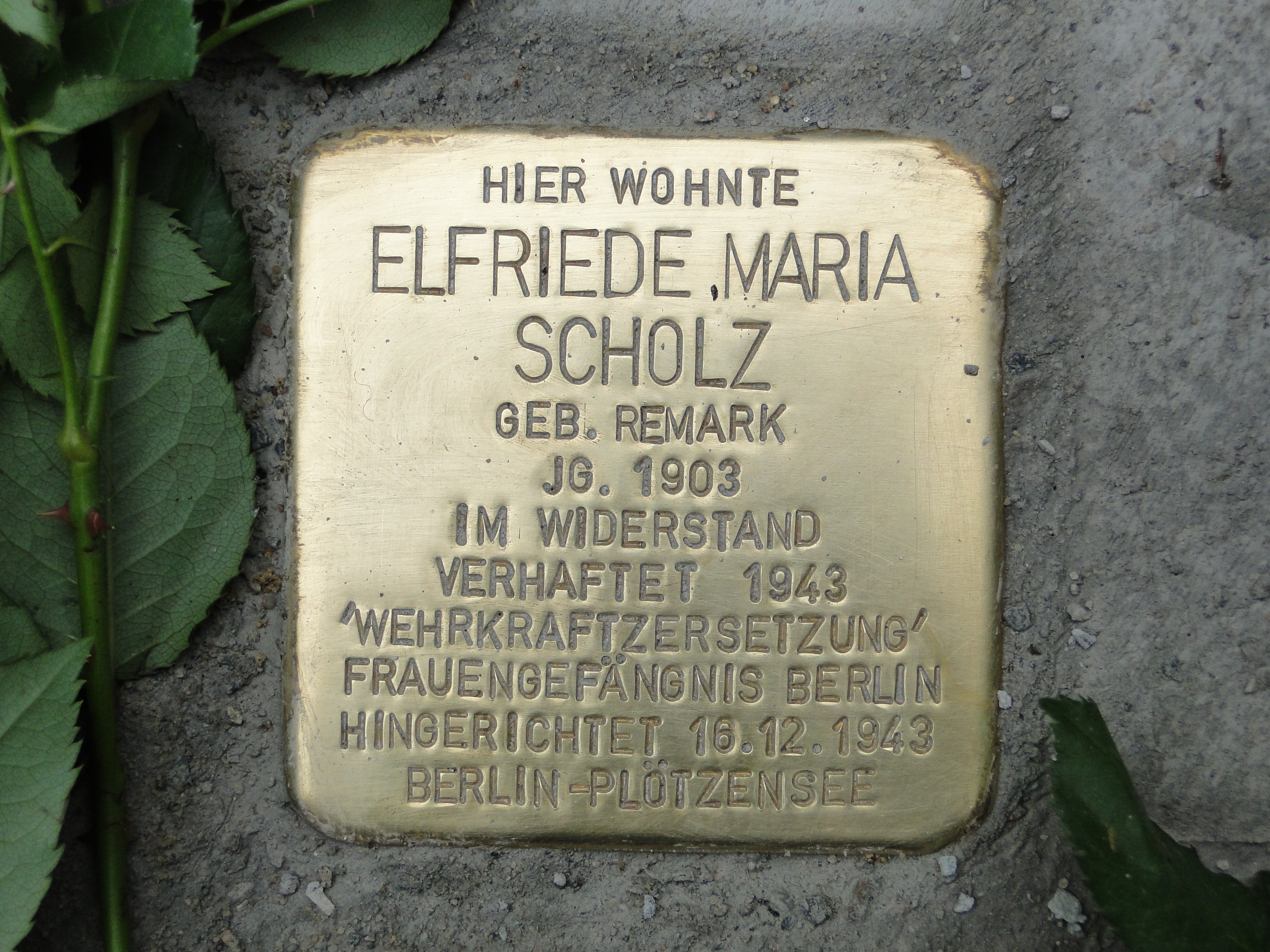
Stolperstein für Elfriede Scholz in Dresden

Elfriede Maria Scholz, geborene Remark (* 25. März 1903 in Osnabrück; † 16. Dezember 1943 in Berlin-Plötzensee), war eine deutsche Schneidermeisterin und Widerstandskämpferin, die 1943 dem Terror des nationalsozialistischen Regimes zum Opfer fiel.

## Leben
Elfriede Remark kam – fünf Jahre nach ihrem Bruder, dem späteren weltbekannten Schriftsteller Erich Maria Remarque – als jüngstes von vier Kindern des Buchbinders Peter Franz Remark (1867–1954) und der Anna Maria Remark, geb. Stallknecht (1871–1917), zur Welt. Als Kind kränkelte sie häufig. Sie war infolge eines Mangels an roten Blutkörperchen und wegen schwacher Knochen zwei Jahre lang gelähmt. Trotzdem absolvierte sie eine Schneiderlehre. Eine 1923 geborene uneheliche Tochter starb nach wenigen Monaten an Herzschwäche. Über die damalige Modemetropole Leipzig 1926 und Berlin kam sie schließlich nach Dresden, wo sie sich 1929 als selbständige Damenschneidermeisterin niederließ. 1941 heiratete sie dort den bei der Kriegsmarine dienenden Musiker Heinz Scholz.
Wie ihr Bruder war sie eine überzeugte Gegnerin der Nationalsozialisten. Eine Aussage gegenüber einer Kundin, dass der Krieg doch verloren sei, führte nach Denunzierung und Anzeige wegen „staatsfeindlicher Äußerungen“ durch den Hauptmann Hans-Jürgen Rietzel bei der Gestapo zu ihrer Verhaftung. Im Oktober 1943 wurde sie vor dem Volksgerichtshof in Berlin unter Vorsitz von Roland Freisler wegen „Wehrkraftzersetzung“ zum Tode verurteilt. Freisler soll sich in seinem Urteil explizit auf ihren pazifistischen Bruder bezogen und während der Verhandlung ausgerufen haben: „Ihr Bruder ist uns entwischt, Sie werden uns nicht entwischen.“
Das Urteil wurde am 16. Dezember 1943 in der Richtstätte des Strafgefängnisses Berlin-Plötzensee durch Enthauptung mit dem Fallbeil vollstreckt. Nach der Hinrichtung wurde der Körper an den Anatom Hermann Stieve überstellt, der diesen für seine Forschungen zur Funktionsweise der Monatsblutung nutzte. Die daraus gewonnenen anatomischen Präparate wurden erst am 13. Mai 2019 nach dem späten Auffinden in Stieves Nachlass auf dem Dorotheenstädtischen Friedhof in Berlin bestattet.
Die Nachricht vom Tod seiner Schwester, zu der der Kontakt abgebrochen war, veranlasste ihren Bruder Erich Maria Remarque, sich in seinem Werk mit dem Nationalsozialismus auseinanderzusetzen. Der Roman Der Funke Leben (1952) ist seiner Schwester gewidmet. Er hatte von ihrem Tod erst am 11. Juni 1946 erfahren.
In der Bundesrepublik bemühte sich der Anwalt Robert Kempner im Auftrag von Remarque bei der Westberliner Staatsanwaltschaft um eine strafrechtliche Verfolgung der noch lebenden Prozessbeteiligten. Am Todestag Remarques, am 25. September 1970, erhielt Kempner den Einstellungsbeschluss des Kammergerichts Berlin. Laut Kempner hatte die Staatsanwaltschaft nicht einmal den seinerzeitigen Beisitzer Kurt Lasch vernommen. Somit galt Elfriede Scholz weiterhin als rechtskräftig verurteilt. Das Todesurteil wurde erst 1998 durch das Gesetz zur Aufhebung nationalsozialistischer Unrechtsurteile in der Strafrechtspflege aufgehoben.

## Dokumentation
- Kurt Rittig: Zum Tode verurteilt – Elfriede Scholz, Schwester von Erich Maria Remarque (2005) bei IMDb

## Würdigung
- 1968 benannte ihre Geburtsstadt Osnabrück eine Straße nach ihr.
- In Dresden erinnert seit September 2013 ein „Stolperstein“ an Elfriede Scholz.
- Zum 70. Todestag Elfriede Scholz’, dem 16. Dezember 2013, wurde in Berlin-Charlottenburg eine Gedenktafel enthüllt.[5]
- Zum 75. Todestag, am 16. Dezember 2018, wurde ein Gedenkstein auf der Grabstätte der Mutter Anna Maria Remark auf dem Hasefriedhof Osnabrück aufgestellt.[6]